# Who Stole Bunny's Umbrella?
Who Stole Bunny's Umbrella? è un cortometraggio muto del 1912 diretto da Frederick A. Thomson.

## Produzione
Il film fu prodotto dalla Vitagraph Company of America.

## Distribuzione
Distribuito dalla General Film Company, il film - un cortometraggio di 186 metri - uscì nelle sale cinematografiche statunitensi il 18 dicembre 1912. Venne distribuito nel Regno Unito il 3 aprile 1913.
Nelle proiezioni, veniva programmato con il sistema dello split reel, accorpato in un'unica bobina con un altro cortometraggio prodotto dalla Vitagraph, il documentario At the Dog Show.